# Белкреда (Павија)
Белкреда је насеље у Италији у округу Павија, региону Ломбардија.
Према процени из 2011. у насељу је живело 283 становника. Насеље се налази на надморској висини од 102 м.